# 肃北蒙古族自治县
39°30′46″N 94°52′33″E / 39.512692°N 94.875808°E
肃北蒙古族自治县 ，简称肃北县，是中华人民共和国甘肃省酒泉市下辖的一个自治县。
肃北县位于甘肃省河西走廊西段的南北两侧，周边与蒙古国戈壁阿尔泰省，3个省区，8个县市接壤，是一个以蒙古族为主体的少数民族自治县，也是甘肃省唯一的边境县与蒙古族自治县。

## 历史
早在春秋、魏晋时期就有先民居住，西晋已设县，之后历朝都在这里设镇置县；民国25年（1937年）设肃北设治局，1950年7月22日中国共产党、解放军进驻肃北地区，7月29日正式建立肃北蒙古族自治县。

## 行政区划
肃北蒙古族自治县下辖2个镇、2个乡：
党城湾镇、马鬃山镇、盐池湾乡和石包城乡。

## 交通
- 敦格铁路：肃北站。2016年1月9日起，敦格铁路敦煌至肃北段开通运营，在敦煌至肃北段开行57062/57061次路用列车1对。2018年10月1日，肃北站开通客运，开行敦煌至肃北7528/7527次客运列车，并首次试运行“兰州——酒泉——敦煌——阿克塞——肃北”客运列车。